# Estrecho de Palk
El estrecho de Palk (del inglés: Palk Strait y en tamil: பழக ஸ்ட்ரைட்) es un estrecho que se encuentra en el estado de Tamil Nadu de la India y el distrito de Mannar de la nación estado de Sri Lanka. El mismo conecta la bahía de Bengala al noreste con la bahía de Palk al suroeste. Posee una profundidad mínima de 9,1 m, mide entre 53 a 140,82 km de ancho y unos 140km de largo. En él desembocan varios ríos, incluidos el río Vaigai, en Tamil Nadu. 
El nombre del estrecho hace honor a Robert Palk, que fue gobernador de la Presidencia de Madrás (1755-63) durante el período del Raj británico. El periodo del gobierno de la Compañía Británica de las Indias Orientales en la India, a veces llamado Company Raj, fue el período durante el cual esta compañía extendió su control sobre el subcontinente indio. Este periodo corresponde a los años 1757 hasta 1858. En este último año se transfirió el gobierno de la India desde la Compañía a la Corona británica, inaugurando el Raj británico.
En el extremo sur de la bahía de Palk se continúa en una cadena de islas bajas y una barra de arrecifes denominadas como el puente de Adam (su nombre original era el «puente de Rama (dios)»). Esta cadena se extiende entre Dhanushkodi, en Rameswaram (Tamil Nadu) y Talaimannar, en Mannar (Sri Lanka). La isla de Rameswaram se encuentra conectada al subcontinente indio mediante el puente de Pamban.

## Geografía
La bahía de Palk está salpicada en su extremo sur por una cadena de islas bajas y bancos de arrecifes que se denominan colectivamente Puente de Adán, históricamente conocida en la mitología hindú como "Ram Setu", es decir, el puente de Rama. Esta cadena montañosa se extiende entre Dhanushkodi, en la isla de Pamban (también conocida como isla de Rameswaram), en Tamil Nadu, y la isla Mannar, en Sri Lanka. La isla de Rameswaram está unida al continente indio por el puente de Pamban. 

## Navegación y propuesta de canal
Las aguas poco profundas y los arrecifes del estrecho dificultan el paso de barcos de gran porte, aunque desde hace siglos el estrecho ha sido atravesado por botes pesqueros y pequeños navíos dedicados al comercio de mercancías entre los pueblos costeros. Las naves grandes deben rodear Sri Lanka. En 1860 el gobierno británico de la India propuso por primera vez la construcción de un canal para la navegación que atravesara el estrecho, y desde entonces varias comisiones han estudiado esta propuesta hasta el día de hoy. El estudio más reciente del Proyecto de canal de Navegación de Sethusamudram, tal como se lo denomina actualmente, comprendió la preparación de un estudio de impacto ambiental y un estudio de factibilidad técnica encargados por el gobierno de Tamil Nadu en el 2004.

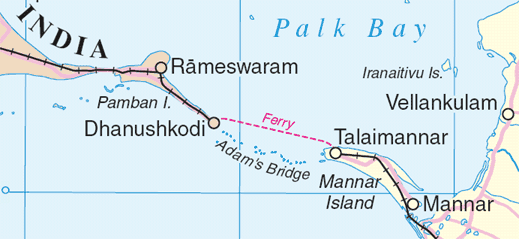
El Puente de Adán.

Sin embargo, el plan de construcción ha enfrentado la oposición de varios círculos religiosos. El poema épico indio "Ramayana", escrito hace miles de años en sánscrito, cuenta cómo Rama, con la ayuda del ejército de Vanara, construyó un puente de piedra a través del mar hacia Lanka para salvar a su esposa Sita de Asura, el rey Ravana. El movimiento "Ram Karmabhumi", apoyado por la imagen satelital "Ram Setu" de la NASA, fue creado para evitar la construcción de un canal de navegación.

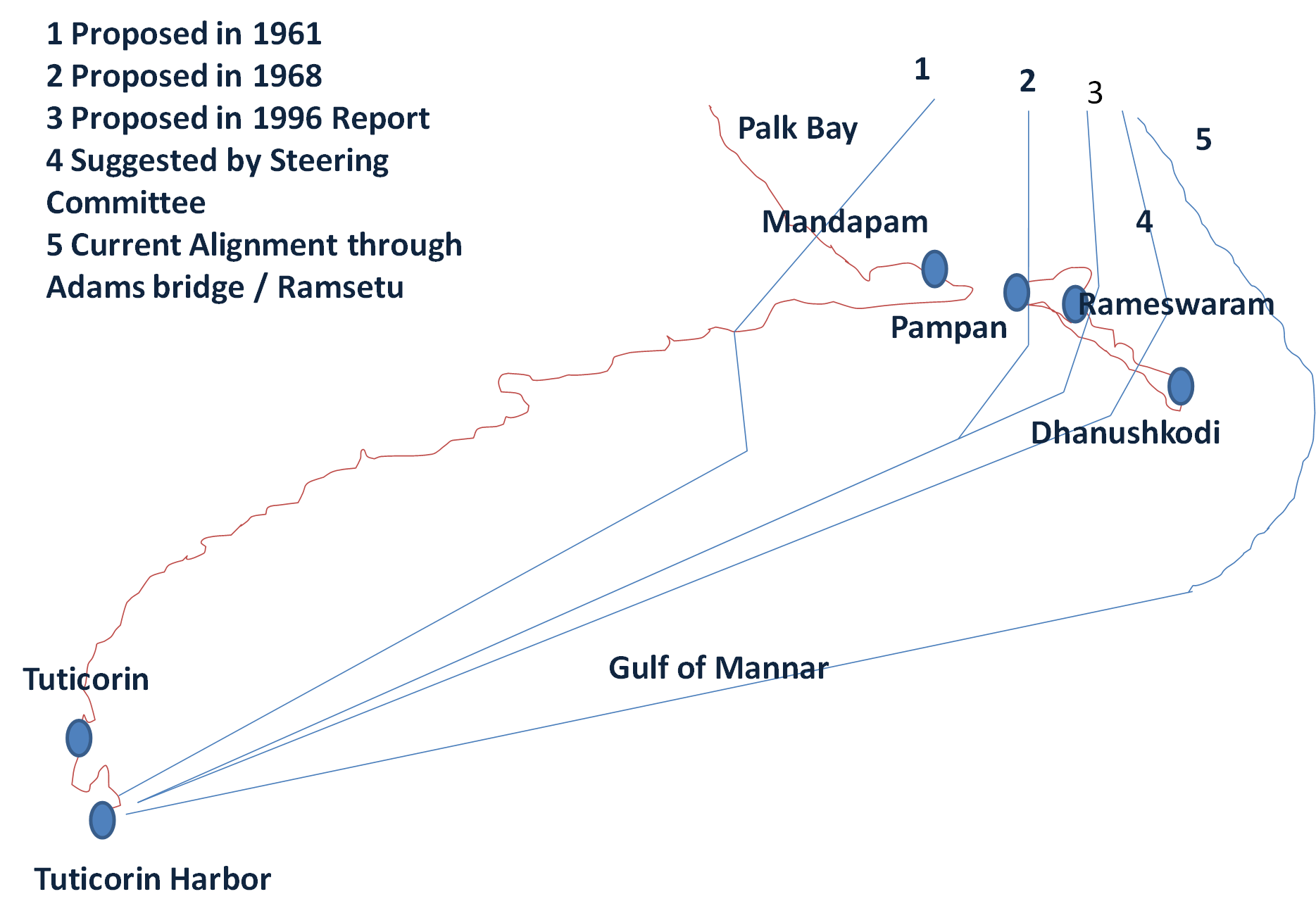
Los partidos de oposición exigen que el proyecto del canal de Sethusamudram se ejecute utilizando una de las cinco alternativas de trazado consideradas por el gobierno sin dañar el puente de Rama. El gobierno indio ha constituido nueve comités antes de la independencia y cinco comités después de la independencia, la mayoría de los cuales han sugerido un trazado terrestre a través de la isla de Rameswaram. Ninguno de ellos ha sugerido un trazado a través del puente de Rama.

En 2008, el primer ministro Manmohan Singh nombró a Rajendra K. Pachauri como jefe de un comité de seis miembros para estudiar una alineación alternativa que evitara el sensible tramo de Rama Sethu. En 2013, el comité publicó su informe calificando el proyecto de "inviable tanto desde el punto de vista económico como ecológico". El gobierno indio rechazó el informe del comité y decidió seguir adelante con el proyecto en su forma actual. En 2014, el gobierno de Modi decidió que el proyecto se implementaría profundizando el paso de Pamban, lo que salvaría a Rama Setu de la destrucción. A diciembre de 2020, el proyecto sigue sin terminar. En julio de 2020, el líder parlamentario T. R. Baalu presentó una carta al primer ministro Modi instándolo a terminar el proyecto antes de 2024. En la carta, Baalu citó las tensiones entre India y China por la influencia en Sri Lanka, afirmando que China ganará una presencia diplomática y económica demasiado fuerte en Sri Lanka si el gobierno indio no continúa el desarrollo en la región. En marzo de 2021 se anunció el cierre del proyecto. El 12 de enero de 2023, el Gobierno de Tamilnadu aprobó por unanimidad una resolución exigiendo que se reactivara el proyecto.

### Impactos
El proyecto de canal marítimo de Sethusamudram (SSCP) propone unir la bahía de Palk en la India y el golfo de Mannar en Sri Lanka mediante la creación de un canal marítimo. La propuesta es excavar un canal de navegación a través del mar poco profundo, y a través de la cadena de islas de Puente de Rama. Esto proporcionaría una ruta marítima navegable continua alrededor de la península india. El proyecto consiste en excavar un canal de 83 km (44,9 millas náuticas) de longitud (Anon. 2004). El estrecho de Palk es una ensenada del golfo de Bengala de 64 a 137 km de ancho y 137 km de largo. Recibe agua dulce de varios ríos, entre ellos el Vaigai de la India, y contiene muchas islas que forman parte de Sri Lanka. La longitud total del SSCP sería de unos 260 km; unos 120 km desde el puerto de Tuticorin hasta el puente de Adam, en el golfo de Mannar, y otros 140 km al norte de Rameswaram, desde el puente de Adam hasta el canal del golfo de Bengala, en la bahía de Palk.
En general, el canal tendrá una profundidad de 12 m que permitirá transportar entre 10.000 y 12.000 GRT (toneladas de registro bruto). El Gobierno de India propone dragar una anchura de 300 m en un tramo de 81 km (44 millas náuticas) de longitud. Se calcula que 32,5 millones de metros cúbicos de arena en la zona del puente de Adam y unos 52 millones de metros cúbicos en el estrecho de Palk (Tamilinfoservice, 2006).
El dragado podría tener un impacto considerable en la fauna y los hábitats bentónicos, incluyendo la eliminación de las comunidades bentónicas por completo de por la erosión de las zonas inmediatamente próximas al dragado, deposición de los sedimentos que escapan del dragado sobre los organismos bentónicos y aumento de la mortandad de los animales debido a lesiones por contacto directo con las obras (Lindeboom y de Groot, 1998; Jenkins et al., 2001), así como aumentar sus posibilidades de depredación (Kaiser y Spencer, 1994; Veale et al., 2000). Las especies epifaunales longevas y de crecimiento lento suelen tener una estructura corporal frágil y son especialmente sensibles a la erosión del dragado, mientras que los taxones protegidos por exoesqueletos o conchas gruesas son más resistentes (Gislason, 1994; Hall-Spencer y Moore, 2000; Kaiser et al., 2000; Hall- Spencer et al., 2002). El dragado también puede aumentar la carga de sedimentos, desplazar cantos rodados y destruir accidentes topográficos (Caddy, 1973; Eleftheriou y Robertson, 1992; Gislason, 1994).

## Propuesta de enlace fijo
Se ha propuesto la construcción de un túnel ferroviario de lecho submarino que unirá India y Sri Lanka y que pasará por debajo del estrecho de Palk.

## Historia
El poema épico indio Ramayana, escrito hace miles de años en sánscrito y un importante texto indio, relatan como Rama, con la ayuda de un ejército de vanaras, construyó un puente de piedras sobre el mar hasta Lanka para rescatar a su esposa Sita de las manos del rey Asura Ravana. El movimiento Ram Karmabhoomi se formó para oponerse a la construcción del canal de navegación, ellos se inspiran en una fotografía satelital de la NASA que dicen prueba que existen restos del puente aún hoy.

## Pesca
El Estrecho de Palk, es una zona de gran importancia pesquera en el subcontinente asiático. Este estrecho, que conecta el golfo de Bengala con la bahía de Mannar, es conocido por su biodiversidad marina y por la riqueza de sus recursos pesqueros. La actividad pesquera en esta área es crucial tanto para las economías locales de India como de Sri Lanka, con miles de pescadores que dependen de sus aguas para obtener una parte significativa de su sustento.

### Riqueza pesquera
El Estrecho de Palk alberga una gran variedad de especies marinas, que incluyen peces, camarones, langostas y moluscos. La biodiversidad marina de la región está influenciada por su ubicación, ya que sirve de enlace entre dos grandes cuerpos de agua, lo que facilita el flujo de nutrientes y la migración de especies. Entre los peces más capturados se encuentran el atún, la sardina, el jurel y diversas especies de peces de fondo, como el pargo y el besugo. Además, las aguas del estrecho son ricas en crustáceos, lo que hace de esta zona una fuente vital para la producción de camarones y langostas, productos muy demandados tanto en los mercados locales como en la exportación.
En términos de volumen de captura, el Estrecho de Palk es una de las áreas pesqueras más productivas del subcontinente asiático. Sin embargo, el volumen varía según la temporada y las condiciones climáticas. Durante los monzones, que ocurren entre mayo y septiembre, la pesca puede disminuir debido a los mares bravos y la alteración de los hábitats marinos. En contraste, durante la temporada seca, la captura de peces y mariscos es más abundante, lo que permite un incremento en la producción pesquera.
Según diversos informes de la FAO (Organización de las Naciones Unidas para la Agricultura y la Alimentación) y el Departamento de Pesca de Tamil Nadu, las capturas en las aguas cercanas al Estrecho de Palk y el Golfo de Mannar rondan los 300,000 a 400,000 toneladas anuales, con un considerable porcentaje correspondiente a especies como el jurel, el atún, el pargo y los camarones.
Según las estadísticas de la National Aquatic Resources Research and Development Agency (NARA) de Sri Lanka, las capturas anuales en las zonas cercanas al Estrecho de Palk representan una parte importante de la producción pesquera del país, que puede alcanzar entre 100,000 a 150,000 toneladas por año a nivel nacional, con el Estrecho de Palk contribuyendo significativamente a esta cifra.

### Técnicas de pesca
La pesca en el Estrecho de Palk se realiza utilizando diversas técnicas, adaptadas a las condiciones específicas de la región y a las especies que se desean capturar. Una de las técnicas más comunes es la pesca de arrastre, utilizada para capturar peces de fondo y camarones. Los pescadores emplean grandes redes que se arrastran por el fondo marino para recolectar los recursos pesqueros. Este método es eficaz en las aguas poco profundas del estrecho, donde se encuentran muchas de las especies de alto valor comercial.
Otra técnica tradicional es la pesca con anzuelos y líneas. Los pescadores utilizan cañas de pescar con anzuelos para capturar especies como el atún y el jurel. Esta técnica, que se realiza tanto en embarcaciones grandes como en botes más pequeños, es más selectiva y permite a los pescadores elegir qué especies desean capturar, lo que puede contribuir a la sostenibilidad de las poblaciones marinas.
Además, la pesca artesanal con trampas se utiliza en áreas más cercanas a la costa, donde los pescadores colocan trampas de madera o de bambú en las que atrapan especies como langostas y camarones. Este tipo de pesca es menos invasiva y permite la captura de especies de alto valor sin dañar el ecosistema marino.

### Impacto de la pesca y sostenibilidad
A pesar de la abundancia pesquera, la sobrepesca y las prácticas no sostenibles son problemas que afectan la salud de los ecosistemas marinos del Estrecho de Palk. La falta de regulación y el uso indiscriminado de métodos de pesca, como la pesca de arrastre, han causado una disminución en algunas especies y la alteración de hábitats marinos sensibles. Por ello, es fundamental implementar políticas de gestión pesquera más estrictas para garantizar la sostenibilidad de los recursos a largo plazo y proteger la biodiversidad de la región.